# Jeremy van Holden
Jeremy Van Holden är en rollfigur i filmen Green Street Hooligans, ett överklassbarn som knarkar och gömmer sina droger i sin rumskompis Matts garderob. Jeremy erbjuder 10,000 dollar om Matt kan ta smällen för honom och bli relegerad från Harvard.
I filmen spelades han av Terence Jay, som även framförde och skrev flera av filmens låtar. Bland annat skrev han filmens huvudsång, One Blood.